# Meister der Piccolomini-Madonna

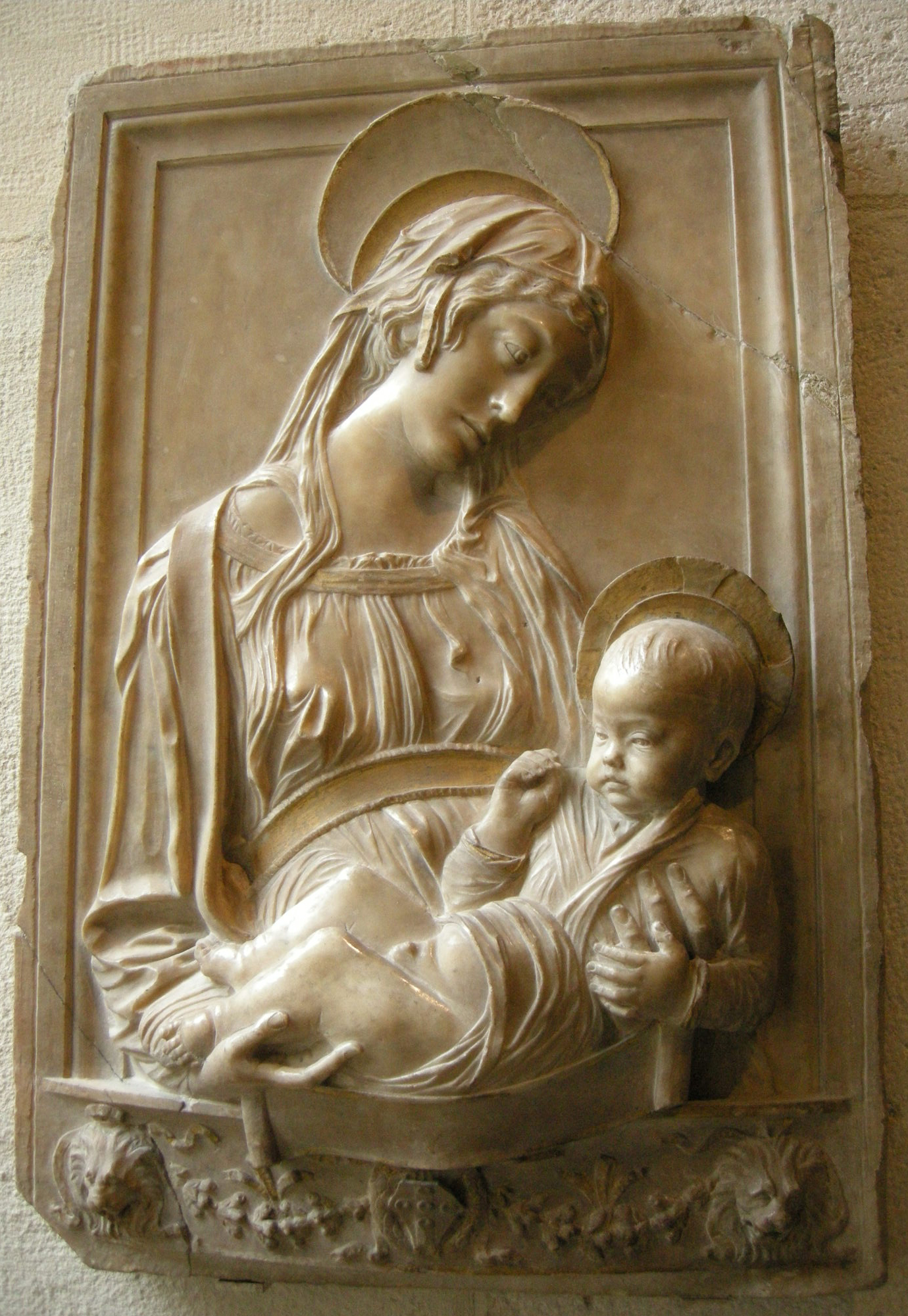
Meister der Piccolomini-Madonna: Madonna mit Kind, Italien, ca. 1450 (Paris, Louvre)

Als Meister der Piccolomini-Madonna (it. maestro della mandonna piccolomini) wird der italienische Bildhauer bezeichnet, der um 1450 ein typisches Marmorrelief einer Madonna geschaffen hat. Diese Madonna war wohl ursprünglich für den Palazzo dei Piccolomini in Siena erstellt. Der namentlich nicht bekannte Künstler erhielt seinen Notnamen nach diesem Werk, das heute in Siena im Palast in der Chigi Saracini Sammlung zu finden ist.

## Gruppe von Bildhauern
Neben der Madonna mit Kind aus dem Piccolomini-Palast gibt es eine Reihe weiterer Reliefs, die eine sehr ähnliche Marienfigur zeigen, die wie ihr Vorbild meist in Dreivierteldrehung hinter einer Brüstung steht, auf der das Jesuskind mit Segensgeste liegt. Diese Reliefs sind ebenfalls dem Meister und seinem Umkreis zugerechnet. In diese Gruppe von Bildhauern werden manchmal neben dem Meister der Piccolomini-Madonna Namen wie Domenico Rosselli oder Mino da Fiesole vermutet. Auch sollen einige der Madonnen einem verlorenen bronzenen Vorbild von Donatello nahestehen. Ausschmückende Motive wie Kerzen oder Tintenfass sind auf einigen Werken zu finden.

## Werke
Neben der Piccolommini-Madonna in  Siena werden um den Meister der Piccolomini-Madonna gruppierte Werke in Museen in  Paris (Louvre), Pesaro (Stadtmuseum), Florence (Museo Bardini), London, (Victoria und Albert Museum) und New York (Metropolitan Museum) gezeigt. Weitere Werke befinden sich in Privatbesitz.